# Rhinoclavis longicaudata
Rhinoclavis longicaudata is een slakkensoort uit de familie van de Cerithiidae. De wetenschappelijke naam van de soort is voor het eerst geldig gepubliceerd in 1850 door Adams & Reeve als Cerithium longicaudatum.